# Sociedad Deportiva Flamengo
Flamengo Fútbol Club es un equipo de fútbol profesional de Latacunga, Provincia de Cotopaxi, Ecuador. Fue fundado el 29 de diciembre de 1923, siendo el único equipo de fútbol profesional más antiguo en existencia en Cotopaxi (y sexto en el país). Actualmente juega en la Segunda Categoría de Ecuador, aunque en la actualidad debido a problemas institucionales no ha participado desde el año 2023 en este campeonato.
Está afiliado a la Asociación de Fútbol No Amateur de Cotopaxi.

## Regreso al Fútbol
Pasarían prácticamente casi 10 años con 6 meses para que nuevamente volviera a surgir tras la entrega de los derechos deportivos por parte del expresidente de la institución ? al nuevo presidente ? y con la cooperación de las escuelas de fútbol de la Alcaldía de Latacunga como su cantera el Flamengo volviera a jugar nuevamente desde el torneo provincial del Cotopaxi para el 2016.
se ha anexado un convenio con la asociación de futbol de cotopaxi lo cual conlleva un acuerdo de ambas partes para su participación en los escenarios deportivos de este próximo año 2026 a la cabeza con el exfutbolista y presidente actual Alex Segura y su cuerpo técnico lo cual esto motiva la participación e integración de unir la fiesta futbolera de la provincia de cotopaxi}}.

## Uniforme
- Uniforme titular: camiseta roja con detalles negros, pantalón blanco y medias rojas.
- Uniforme alternativo: camiseta, pantalón y medias blancas.

## Palmarés

### Torneos nacionales
| Competición                        | Títulos | Subcampeonatos |
| ---------------------------------- | ------- | -------------- |
| Segunda Categoría de Ecuador (0/1) |         | 1994.          |

### Torneos provinciales
| Competición                         | Títulos                 | Subcampeonatos |
| ----------------------------------- | ----------------------- | -------------- |
| Segunda Categoría de Cotopaxi (4/1) | 1993, 1994, 1998, 2006. | 2005.          |